# Character
Character — седьмой студийный полноформатный альбом шведской метал-группы Dark Tranquillity, выпущенный в 2005 году.
По словам гитариста Dark Tranquillity Никласа Сундина, альбом получился более сложным, чем предыдущий Damage Done. Цель состояла в том, чтобы слушатели стали более внимательными.
По мнению гитариста, название альбома Character (характер) сложилось из названий вошедших в него песен. Каждая песня определяет какую-то черту характера.

## Список композиций
| №   | Название                 | Музыка                              | Длительность |
| --- | ------------------------ | ----------------------------------- | ------------ |
| 1.  | «The New Build»          | Henriksson/Jivarp/Nicklasson        | 4:08         |
| 2.  | «Through Smudged Lenses» | Henriksson/Sundin                   | 4:14         |
| 3.  | «Out of Nothing»         | Henriksson/Jivarp/Nicklasson        | 3:54         |
| 4.  | «The Endless Feed»       | Brändström/Jivarp                   | 4:46         |
| 5.  | «Lost to Apathy»         | Henriksson                          | 4:38         |
| 6.  | «Mind Matters»           | Henriksson/Jivarp/Sundin            | 3:32         |
| 7.  | «One Thought»            | Henriksson/Jivarp                   | 4:09         |
| 8.  | «Dry Run»                | Jivarp/Nicklasson/Sundin            | 4:09         |
| 9.  | «Am I 1?»                | Brändström/Henriksson/Jivarp/Sundin | 4:31         |
| 10. | «Senses Tied»            | Henriksson                          | 4:05         |
| 11. | «My Negation»            | Henriksson/Jivarp/Nicklasson        | 6:29         |

### Японское издание
Японское издание содержит два трека с Lost to Apathy EP:
| №   | Название                              | Длительность |
| --- | ------------------------------------- | ------------ |
| 12. | «Derivation TNB»                      | 3:25         |
| 13. | «The Endless Feed» (Chaos Seed Remix) | 3:56         |

### Digipak edition
| №  | Название                                   | Длительность |
| -- | ------------------------------------------ | ------------ |
| 1. | «Lost to Apathy» (video clip)              | 4:01         |
| 2. | «Damage Done» (live in Korea)              | 3:41         |
| 3. | «The Wonders at Your Feet» (live in Korea) | 3:05         |
| 4. | «Final Resistance» (live in Korea)         | 3:11         |
| 5. | «The Treason Wall» (live in Korea)         | 3:43         |

## Места в чартах европы
- № 1 в метал-чартах Швеции
- № 3 в чартах Швеции
- № 83 в чартах Германии
- № 57 в чартах Италии
- № 30 в чартах Финляндии
- № 1 в метал-чартах Греции
- № 39 в Великобритании